# Hainaut (pokrajina)
Pokrajina Hainaut ili skraćeno samo Hainaut (francuski: Hainaut, nizozemski: Henegouwen, valonski: Hinnot, njemački: Hennegau) je pokrajina u Valonskoj regiji u Belgiji. Ovo je najzapadnija pokrajina Valonije. Graniči s Francuskom, te s belgijskim pokrajinama Zapadna Flandrija, Istočna Flandrija, Flamanski Brabant, Valonski Brabant i Namur.
Pokrajina je upravno podijeljena na sedam okruga (arondismana) koja se sastoje od ukupno 69 općina.

## Guverneri
- 1815. – 1822. : Bonaventure de Bousies
- 1823. – 1825. : Hyacinthe van der Fosse
- 1826. – 1828. : Maximilien de Beeckman Libersart
- 1828. – 1830. : Ferdinand de Macar
- 1830. – 1834. : Ambroise de Puydt
- 1834. – 1841. : Jean-Baptiste Thorn (liberal)
- 1841. – 1845. : Charles Liedts (liberal)
- 1845. – 1847. : Édouard Mercier (liberal)
- 1847. – 1848. : Augustin Dumon-Dumortier (liberal)
- 1848. – 1849. : Adolphe de Vrière (liberal)
- 1849. – 1870. : Louis Troye (liberal)
- 1870. – 1878. : Joseph de Riquet de Caraman-Chimay (Katolička stranka)
- 1878. : Auguste Wanderpepen
- 1878. – 1884. : Oswald de Kerchove de Denterghem (liberal)
- 1884. – 1885. : Auguste Vergote
- 1885. – 1889. : Joseph d'Ursel   (Katolička stranka)
- 1889. – 1893. : Charles d'Ursel (Katolička stranka)
- 1893. – 1908. : Raoul du Sart de Bouland
- 1908. – 1937. : Maurice Damoiseaux
- 1937. – 1940. : Henri Van Mol
- 1944. – 1967. : Émile Cornez
- 1967. – 1983. : Émilien Vaes
- 1983. – 2004. : Michel Tromont (PRL)
- Od 2004. : Claude Durieux (PS)

## Općine
Općine u ovoj pokrajini su:
| 1. Aiseau-Presles 2. Anderlues 3. Antoing 4. Ath 5. Beaumont 6. Belœil 7. Bernissart 8. Binche 9. Boussu 10. Braine-le-Comte 11. Brugelette 12. Brunehaut 13. Celles 14. Chapelle-lez-Herlaimont 15. Charleroi 16. Châtelet 17. Chièvres 18. Chimay 19. Colfontaine 20. Comines-Warneton 21. Courcelles 22. Dour 23. Ecaussinnes 24. Ellezelles 25. Enghien 26. Erquelinnes 27. Estaimpuis 28. Estinnes 29. Farciennes 30. Fleurus 31. Flobecq 32. Fontaine-l'Evêque 33. Frameries 34. Frasnes-lez-Anvaing | 35. Froidchapelle 36. Gerpinnes 37. Ham-sur-Heure-Nalinnes 38. Hensies 39. Honnelles 40. Jurbise 41. La Louvière 42. Le Roeulx 43. Lens 44. Les Bons Villers 45. Lessines 46. Leuze-en-Hainaut 47. Lobbes 48. Manage 49. Merbes-le-Château 50. Momignies 51. Mons 52. Mont-de-l'Enclus 53. Montigny-le-Tilleul 54. Morlanwelz 55. Mouscron 56. Pecq 57. Péruwelz 58. Pont-à-Celles 59. Quaregnon 60. Quévy 61. Quiévrain 62. Rumes 63. Saint-Ghislain 64. Seneffe 65. Silly 66. Sivry-Rance 67. Soignies 68. Thuin 69. Tournai |

## Okruzi
- Ath
- Charleroi
- Mons

- Mouscron
- Thuin
- Tournai
- Soignies

### Stanovništvo
Broj stanovnika 1. srpnja svake godine (izvor: Nacionalni institut za statistiku) :
| Okrug             | 2003.     | 2004.     | 2005.     | 2006.     |
| ----------------- | --------- | --------- | --------- | --------- |
| Ath               | 80 188    | 80 376    | 80 702    | 81 351    |
| Charleroi         | 420 414   | 420 863   | 421 586   | 422 121   |
| Mons              | 248 431   | 248 776   | 248 828   | 249 323   |
| Mouscron          | 69 658    | 69 822    | 70 111    | 70 619    |
| Soignies          | 175 949   | 176 872   | 177 812   | 179 441   |
| Thuin             | 146 127   | 146 343   | 146 621   | 147 205   |
| Tournai           | 140 960   | 141 081   | 141 512   | 141 790   |
| Pokrajina Hainaut | 1 281 727 | 1 284 133 | 1 287 172 | 1 291 850 |

## Vanjske poveznice
- (fr.) Službena stranica pokrajine Hainaut